# Paeonia jishanensis
Paeonia jishanensis — вид многолетних растений рода Пион. Относится к группе древовидных пионов.
Использовался в создании декоративных гибридов и выведении новых сортов китайской селекции.
По данным некоторых авторов является синонимом Paeonia ×suffruticosa subsp. spontanea (Render) S.G.Haw et L.A. Lauener, но последние исследования показывают, что вид имеет серьёзные отличия от Paeonia ×suffruticosa

## История описания
Американский дендролог А. Редер в 1920 году описал этот вид, как Paeonia suffruticosa var. spontanea Rehd. на основе образца собранного В. Пердом в 1910 году в Шэньси. В оригинальном латинском описании растение характеризуется следующим образом: «цветы розовые, иногда присутствуют лепестковидные тычинки».

## Ботаническое описание
Листопадный кустарник до 1,8 м высотой.
Ветви серого или серо-коричневого цвета.
Цветки ароматные, одиночные, терминальные, 10—16 см в диаметре.
Прицветники (два—три) эллиптические, неравные.
Чашелистики (четыре или пять), зелёные, широкояйцевидные, 2,5—5 × 1,8—2,5 см, вершины округлые.
Лепестки (5—11), белые, иногда розоватые по периферии, обратнояйцевидные, 4,5—7,2 × 4—6 см, вершины нерегулярно надрезанные.
Тычиночные нити розовые или фиолетовые, 8—10 мм, пыльники желтые, линейные, 8—10 мм.
Стручки продолговатые, густо коричнево—жёлтые, войлочные.

## Распространение
Китай, провинции Шаньси и Хэнань.
От 900 до 1700 метров над уровнем моря.
Лиственные и широколиственные леса, иногда в культуре.

## В культуре
Способен переносить зимние температуры до −18 °C.
рН почвы от 7 до 8,5.
Дополнительно см.: Древовидные пионы.

## Сорта
- Paeonia 'Chun Hong Jiao Yan'
- Paeonia 'Yi Ping Zhu Yi'[7]